# Аэропорт Суншань (станция метро)
«Аэропорт Суншань» (англ. Songshan Airport; кит. 松山機場) — станция линии Вэньху Тайбэйского метрополитена, открытая 4 июля 2009. Располагается между станциями «Дачжи» и «Средняя школа Чжуншань». Находится на территории района Суншань в Тайбэе. Станция обслуживает международный аэропорт Суншань.

## Техническая характеристика
Станция «Аэропорт Суншань» — однопролётная с островной платформой. Это одна из двух подземных станций линии Вэньху. На станции есть три выхода, оборудованные эскалаторами и лифтами для пожилых людей и инвалидов. Два выхода находятся в первом терминале аэропорта Суншань. На станции установлены платформенные раздвижные двери.

## Близлежащие достопримечательности
Недалеко от станции находятся парки Дуньхуа и Миньцюань.